# Juan Ruiz de Luna
 (mai 2021).
Si vous disposez d'ouvrages ou d'articles de référence ou si vous connaissez des sites web de qualité traitant du thème abordé ici, merci de compléter l'article en donnant les références utiles à sa vérifiabilité et en les liant à la section « Notes et références ».
 (mai 2021).
La mise en forme du texte ne suit pas les recommandations de Wikipédia : il faut le « wikifier ».
Les points d'amélioration suivants sont les cas les plus fréquents. Le détail des points à revoir est peut-être précisé sur la page de discussion.
- Les titres sont pré-formatés par le logiciel. Ils ne sont ni en capitales, ni en gras.
- Le texte ne doit pas être écrit en capitales (les noms de famille non plus), ni en gras, ni en italique, ni en « petit »…
- Le gras n'est utilisé que pour surligner le titre de l'article dans l'introduction, une seule fois.
- L'italique est rarement utilisé : mots en langue étrangère, titres d'œuvres, noms de bateaux, etc.
- Les citations ne sont pas en italique mais en corps de texte normal. Elles sont entourées par des guillemets français : « et ».
- Les listes à puces sont à éviter, des paragraphes rédigés étant largement préférés. Les tableaux sont à réserver à la présentation de données structurées (résultats, etc.).
- Les appels de note de bas de page (petits chiffres en exposant, introduits par l'outil «  Source ») sont à placer entre la fin de phrase et le point final[comme ça].
- Les liens internes (vers d'autres articles de Wikipédia) sont à choisir avec parcimonie. Créez des liens vers des articles approfondissant le sujet. Les termes génériques sans rapport avec le sujet sont à éviter, ainsi que les répétitions de liens vers un même terme.
- Les liens externes sont à placer uniquement dans une section « Liens externes », à la fin de l'article. Ces liens sont à choisir avec parcimonie suivant les règles définies. Si un lien sert de source à l'article, son insertion dans le texte est à faire par les notes de bas de page.
- La présentation des références doit suivre les conventions bibliographiques. Il est recommandé d'utiliser les modèles {{Ouvrage}}, {{Chapitre}}, {{Article}}, {{Lien web}} et/ou {{Bibliographie}}. Le mode d'édition visuel peut mettre en forme automatiquement les références.
- Insérer une infobox (cadre d'informations à droite) n'est pas obligatoire pour parachever la mise en page.

Pour une aide détaillée, merci de consulter Aide:Wikification.
Si vous pensez que ces points ont été résolus, vous pouvez retirer ce bandeau et améliorer la mise en forme d'un autre article.
Pour les articles homonymes, voir Ruiz.
Juan Ruiz de Luna (Noez, 12 juillet 1863 - Talavera de la Reina, 25 septembre 1945), est un peintre, céramiste et photographe espagnol. 
Juan Ruiz de Luna, Noez (Tolède), 12 juillet 1863 - Talavera de la Reina (Tolède), 25 septembre 1945, était un céramiste espagnol, héritier de la tradition céramique de Talavera de la Reina, très célèbre dans l'Espagne du Siècle d'Or. Fidèle à son style, il a su interpréter sa nature, l'élevant au maximum de l'expression de l'art céramique. Une partie de son œuvre se trouve dans le musée qui porte son nom.
Il a influencé de manière radicale la vocation de ses fils, Juan Ruiz de Luna Arroyo (Talavera de la Reina, 1899 - Málaga, 1980), Rafael Ruiz de Luna Arroyo (Talavera de la Reina, 1910 - Madrid, 1991) et Antonio Ruiz de Luna Arroyo (Talavera de la Reina, 1912 - Madrid, 1996), d'abord ensemble puis séparément, atteignant une position au sommet en tant que céramistes. Son autre fils, Salvador Ruiz de Luna Arroyo (Talavera de la Reina, 1908 - Madrid, 1978), était un compositeur de musique.

## Biographie
Juan est né à Noez, une petite ville de Tolède. Il était le premier fils d'Alfonso Ruiz Rojas et de Catalina de Luna García. Juan avait une sœur, Paula, et trois frères et sœurs du premier mariage de sa mère Catalina avec Antonio Herráiz, nommés Jerónimo, Emilio et Eusebia Herráiz de Luna, nés à Almagro, Ciudad Real en Espagne.
Il a passé son enfance et sa jeunesse dans sa ville natale, aidant ses parents, qui étaient très humbles. Ils étaient consacrés à la fabrication de castagnettes, un métier très courant chez les voisins de Noez qui l'exerçaient lorsqu’il ne percevait pas de salaire dans les champs. Dès son plus jeune âge, il montre une bonne disposition pour les arts, encouragé par ses frères Jerónimo et Emilio qui travaillent comme peintres et décorateurs à Madrid et plus tard à Talavera de la Reina.
En 1880, à l'âge de 17 ans, il rejoint ses frères Jerónimo et Emilio à Talavera. Il a passé cinq ans de sa vie, déterminé à réaliser son rêve de devenir peintre, consacrant son temps libre à apprendre toutes les modalités du métier et d'autres que sa curiosité lui suggérait, les maîtrisant, comme la peinture scénographique, la dorure des retables et la restauration des images religieuses.
En 1885, sa mère meurt à Noez et ses frères Emilio et Jerónimo à Talavera, à cause du choléra. La mort de cette maladie signifiait, à l'époque, un isolement complet de la société. Juan a dû prendre soin de ses frères jusqu'à leur dernière heure, puis les enterrer de ses propres mains. À 22 ans, il se retrouve seul à Talavera, ne sachant pas quel destin prendre, souffrant de la perte de ses plus grandes affections et de la discrimination de ne pas être un fils de la ville pour pouvoir travailler librement sa profession. Il a décidé de rester, laissant la peinture de côté. Il a passé deux ans de dur labeur afin de régler les problèmes laissées par ses frères à leur mort.
Deux ans plus tard, en 1887, il épouse Norberta Pérez Arroyo, originaire de Talavera. Il meurt neuf ans plus tard, laissant derrière lui deux filles, Tomasa et Luisa Ruiz de Luna Pérez, âgées respectivement de sept ans et dix-huit mois. En juillet 1898, il se marie en secondes noces avec Francisca Arroyo Pinilla, cousine de sa première épouse, avec laquelle il a eu dix enfants, Juan, Francisca, Salvador, Rafael, Antonio, Maria, Manuela et trois autres qui sont morts en bas âge.

## Parcours professionnel

### Photographe
Vers 1890, les inquiétudes de Juan se sont manifestées dans une nouvelle modalité de travail, le photographe, qu'il a exercé durant 36 ans sans renoncer à sa profession de peintre. Avec son ami Juan José Perales, ils ont créé le premier bureau photographique de Talavera sur la Plaza de Aravaca, au rez-de-chaussée d'une vieille maison.
Vers 1896, par l’intermédiaire de ses fournisseurs de matériel photographique, il prend contact avec les frères Lumière, qui lui offrent le droit exclusif de promouvoir le cinématographe en Catalogne. Le manque de ressources économiques suffisantes l'a fait renoncer.
En 1902, il élargit le répertoire de son activité photographique. Il édite la première collection de cartes postales photographiques de Talavera de la Reina, commercialisée par Norberto Vázquez, de 1898 à 1914. Il a également réalisé des cartes de visite, édité des cartes postales de monuments, de rues, de places, de ponts, du fleuve Tage en plusieurs séries de plus de quarante images, collaboré avec la presse de l'époque ABC, Castilla, El Castellano Gráfico, Toledo, etc., des photographies des ateliers de céramique, de son processus de production, de la salle d'exposition, des visites de personnalités telles que l'Infante Isabel ou la Reine de Roumanie, des scènes de la vie quotidienne à Talavera de la Reina, du marché, de l'inauguration du pont de fer, etc. qui constituent un document historique exceptionnel de l'époque.
En 1905, il déménage son cabinet de photographie au numéro 7 de la rue Mesones (anciennement Medellín) où il vend également des articles de peinture, des moulures pour tableaux, etc. Plus tard, en 1912, il a déménagé son entreprise sur la Plaza del Pan (anciennement Libertad), où il a installé son usine de céramique artistique. Il a cessé son activité en tant que photographe en 1926.
Son professionnalisme et ses grands talents d'artiste de la caméra, notamment pour la composition et l'éclairage, ainsi que son extraordinaire sensibilité, supérieure à celle de la plupart de ses collègues, font de lui une figure importante dans le panorama historique de la photographie régionale.

### Ruiz de Luna SL
En 1942, Juan Ruiz de Luna a 79 ans et sa santé subit une détérioration notable qui déterminera le transfert de l'industrie à ses fils, créant ainsi la société Ruiz de Luna S.L.
Le 3 mai de cette année, Ruiz de Luna a réalisé son œuvre la plus chère, l'autel du Christ de la mer, dont il a fait don à la collégiale de Talavera de la Reina, en exécution d'une promesse faite lorsque ses fils Juan et Salvador sont revenus sains et saufs de leur voyage en Amérique en 1934.
Le 23 juin, alors qu'il restaurait l'image du Christ, son état de santé s'est aggravé et il a dû subir une opération d'urgence à Madrid. Il est revenu à Talavera de la Reina à temps pour assister à l'achèvement de l'œuvre le 26 juillet et le 3 septembre, elle a été solennellement bénie par l'archevêque de Tolède Enrique Plá y Deniel à 6 heures de l'après-midi.
En avril 1943, Juan a 80 ans et est chargé de restaurer l'image de Nuestra Señora del Prado par Pilar Marín de Casares, présidente de sa confrérie et avec l'autorisation du conseil municipal et de l'archiprêtré de Talavera. En raison de son mauvais état de santé et profitant des deux semaines de la Passion où l'image n'était pas exposée au public, elle a été transportée à son domicile pour être restaurée.
Juan Ruiz de Luna est mort à Talavera de la Reina, le 25 septembre 1945, à l'âge de 82 ans.

### Céramiste Ruiz de Luna
En 1915, Ruiz de Luna était l'unique propriétaire de cette industrie. Cette année-là, Ruiz de Luna a fondé la société d'enseignement et de loisirs El Bloque, en suivant les concepts développés par l'Institution Libre d'Enseignement, la pensée krausiste et la Génération du 98, et y donne des cours du soir gratuits de dessin artistique, linéaire, modélisation et culture générale. Les professeurs étaient Francisco Arroyo Santamaría, puis plus tard son fils Juanito Ruiz de Luna et les professeurs Vicente Reaño et Casimiro Muñoz.
Ces sociétés sont venues pallier le manque d'attention accordée par les institutions publiques à l'éducation et à la culture. Ces approches ont été maintenues par Ruiz de Luna grâce à son amitié et ses liens avec des intellectuels contemporains tels que Platón Páramo, Francisco Alcántara, Mariano Benlliure, Joaquín Sorolla et Miguel de Unamuno, qu'il a rencontré par l'intermédiaire de Francisco Alcántara. Cette société avait également une nuance politique marquée d'opposition au caciquisme, qu'il exerçait à travers sa revue bimensuelle El Bloque, qui parut en mai 1916 sous la direction de Pedro Jiménez de Castro.
Il ne s'est pas seulement occupé de la formation de ses travailleurs sur le plan culturel et technique, mais il s’est également occupé de leur formation sur le plan moral, de leur respect et de leur affection pour leurs collègues. Il a installé des ateliers confortables, dans lesquels on écoutait de la musique classique et du théâtre « la zarzuela ». Il a créé des récompenses à l'application et leur a inculqué le concept religieux traditionnel avec la reprise des festivités des saints Juste et Rufine, et la marche de « la Cruz de los Alfareros » dans la procession du Vendredi Saint. Il a institué la société de secours de l'argile pour répondre aux besoins médicaux des potiers de son vivant et à sa mort la prise en charge de toutes les dépenses nécessaires.
Avec le Retable de Saint-Jacques, daté de 1917, ils ont reçu le diplôme d'honneur de l'Exposition nationale des Beaux-Arts de Madrid, section Arts décoratifs, en 1920. L'une de ses meilleures œuvres se trouve au musée Ruiz de Luna à Talavera de la Reina.
En 1918, ils décorent la façade de l'ancien bâtiment de la poste, aujourd'hui centre social Jaime Vera, dans la rue San Francisco à Talavera de la Reina.
Le 24 janvier 1919, il a acquis le terrain de l'usine auprès du marquis de Covarrubias. À partir de cette date, on peut dire que la véritable renaissance de cette céramique a commencé, puisque, déjà avec la tranquillité d’être chez soi, on fit des travaux et de nouvelles installations nécessaires à la fabrication, qui améliorèrent considérablement son fonctionnement.
Selon Fernando González Moreno, Le schéma pédagogique était basé sur trois aspects : un enseignement pratique réalisé dans l'atelier, visant la maîtrise de la technique dans tout son processus industriel, un enseignement théorique avec les cours dispensés à « El Bloque » et un troisième enseignement artistique dans lequel les dessinateurs et les mouleurs trouvaient des sources d'inspiration dans la collection des plus de 600 anciennes pièces du musée installé dans l'usine appartenant à Ruiz de Luna.
Parmi ses œuvres de style moderniste, on retrouve les panneaux en céramique de la « Colonia de la Prensa » à Madrid (réalisés vers 1918) et la décoration de la façade de la maison de Julio García Moya, réalisé en 1920. (aujourd'hui c’est le « Centro Polivalente el Pilar » sur le Paseo de la Talavera de la Reina).
C'est le début de la période la plus prospère pour l'entreprise. L'excellence de ses productions a été reconnue dans les expositions les plus importantes d'Europe et d'Amérique, où elles ont obtenu les plus hautes récompenses, ce qui a suffi à diffuser son nom et son travail dans le monde entier.
Une autre initiative d’entreprenariat de Ruiz de Luna, fut l'usine de « San Francisco de Asís », créée pour la fabrication de matériaux de construction par des procédés mécaniques. L’installation de fours continus et d’ateliers équipés de machines modernes pour la fabrication de tuiles et autres matériaux, qui étaient les préférés sur le marché en raison de leur élaboration soignée. Il a aussi investi d'importantes sommes d'argent dans son établissement, créant ainsi de nombreux emplois.
En 1922, il inaugure à Madrid, la boutique-exposition de la « Calle Floridablanca n ° 3 », qui restera ouverte jusqu'en 1933.
En 1924, en remerciement de sa nomination en tant que fils adoptif de sa ville, Noez a fait don du carrelage des plinthes de l'église de San Julián de la ville. Cette même année, ils réalisent toute la décoration céramique et la fontaine monumentale, des Jardins du Prado à Talavera de la Reina.
En 1925, lorsque Ruiz de Luna reçoit la Croix de Chevalier de l'Ordre civil d'Alphonse XII, payée par souscription populaire, il obtient par prérogative royale d'Alphonse XII l'union des noms de famille Ruiz et de Luna, qu'il transmet à ses descendants. La même année, il réalise la fontaine des Espagnols sur la « Plaza de la Independencia », dans le parc du "Rosedal" à Rosario de Santa Fe, en Argentine. La plus grande fontaine en céramique du monde lors de son inauguration.
En 1928, il achève les plinthes de la « Casa de los Niños » pour la famille López de Sagredo à Noez-Toledo.
Le 9 mai 1929, l'Exposition ibéro-américaine de Séville est inaugurée. Ils ont présenté un retable de six mètres de haut (style Renaissance), une fontaine composée de deux dauphins, dans le bâtiment de Castilla la Nueva et le banc de la province de Tolède sur la Plaza de España (Séville). Il a reçu le Grand Prix et la Médaille d'or.
1930-1934 Retable majeur, plinthes et chaire de l'église paroissiale de San Andrés Apóstol à Castillo de Bayuela.
1936 Pendant la guerre civile, l'usine subit les durs revers du conflit. Son emplacement stratégique, près de la rive droite du Tage, et le fait que les troupes étaient cantonnées dans ses installations, en ont fait une cible permanente pour l'artillerie de l'autre camp [lequel ?] Les ateliers ont été touchés et le vieux musée a subi la perte irréparable de plus de deux cents pièces.
Avec la fin de la guerre civile, le maître Francisco Arroyo Santamaría quitte l'usine Ruiz de Luna, dont il était le directeur artistique. Après un bref séjour dans l'"alfar del Carmen" d'Emilio Niveiro à Talavera de la Reina, il passe deux ans chez Pedro de la Cal Rubio, à Puente del Arzobispo, avant d'installer définitivement son atelier à Madrid.

### Peintre et Décorateur
En 1888, il réalise ses premiers travaux importants en tant que peintre décorateur. Il restaure les retables et les images de l'église de San Miguel Arcángel dans le village voisin de Torrecilla de la Jara, à Tolède. À cette époque, il peint et décore gratuitement le théâtre de l'Union que des jeunes de Talavera ont fondé, en réhabilitant l'ancien couvent de La Trinidad. Son but était de se faire connaître professionnellement. Il a fait ses débuts avec les représentations de Cadix et de La Gran Vía, qui ont connu un succès retentissant. Après la représentation, Juan a dû sortir pour saluer le public et recevoir les applaudissements et un cadeau de six poulets et un étui à poisson en argent de Meneses.
Au début de 1889, il se rend à Molledo de Portolin, un village de la vallée d'Iguña, à Santander. La raison, la peinture et la décoration de la maison de l'indien Fidel García Lomas, avocat, politicien canalejista et sénateur de Santander. Il était très satisfait du travail de Juan, en particulier des imitations des boiseries chêne. Il lui a proposé d'installer à Santander un grand atelier de décoration, dont la ville était dépourvue. Il n’a pas pu accepter pour des raisons familiales.
Quelques mois après son retour de Molledo de Portolín, il est chargé d'une mission très spéciale de la part de Carlos López Bru, deuxième marquis de Comillas, qui consiste à réaliser un petit retable en troncs et branches de chêne-liège non pelés, pour être placée sur la croix d'un grand chêne à la Fuente de la Cogota, dans sa propreté du Palacio de las Cabezas à Casatejada (Cáceres), pour une Vierge en marbre blanc, dans le but d'instituer un pèlerinage auquel assisteraient ses colons et les familles des villages voisins. Ils confient également à Juan le détournement d'un ruisseau pour agrandir l'esplanade de la fontaine. Grâce à ces travaux, une amitié est née avec ce personnage, dont la gentillesse et la religiosité ont provoqué chez Juan une profonde impression qui a duré toute sa vie.
En raison de cette amitié, il a payé pour que lui et son ami proche José Fernández Sanguino se rendent à Rome pour participer au pèlerinage national des travailleurs à Rome en avril 1894. Le voyage est mouvementé lorsqu'ils subissent la fureur des anticléricaux de Blasco Ibañez dans le port de Grau de Valencia. À Rome, ils étaient accompagnés de Luis Álvarez Catalá, peintre d'histoire, qui fut nommé peu après directeur du musée du Prado à Madrid. Il est revenu ébloui par tout l'art qu'il y a contemplé, un sentiment esthétique qui l'a accompagné toute sa vie.
Quelques années de lutte acharnée étaient passées, qui éveillèrent chez Ruiz de Luna un sentiment de rébellion contre l'injustice et le caciquisme de ses gouvernants, qu'il exprime ainsi dans ses mémoires :
« En ces temps-là, le mérite des hommes n’avait aucune valeur, toute leur défense était la recommandation et le parrainage, qui était parfois exercé dans une forme humiliante de charité, d’ici, que celui qui se vantait de pouvoir vivre dans la dignité et pour son propre effort, souffrirait d’un retard honteux, la dignité était prise pour l’orgueil et la prudence comme lâcheté et appui. »
Il a réalisé de nombreux travaux de peinture et de décoration, comme le Centre Catholique de Navalmoral de la Mata, fondé par le marquis de Comillas, la Mairie d'Oropesa, la restauration du palais de Casatejada, la décoration du Salón del Centro de Amigos , le retable principal de l'église de Santiago, le théâtre Cervantes, le couvent D'enseignement des Bernardas, les chapelles de l'église des Augustins (aujourd'hui l'asile de San Prudencio) et la chapelle de la Vierge , toutes situées à Talavera de la Reina; chapelle de l'ermitage de Chilla (Candeleda), théâtre des Navalmorales et de nombreuses œuvres privées.

## Galerie

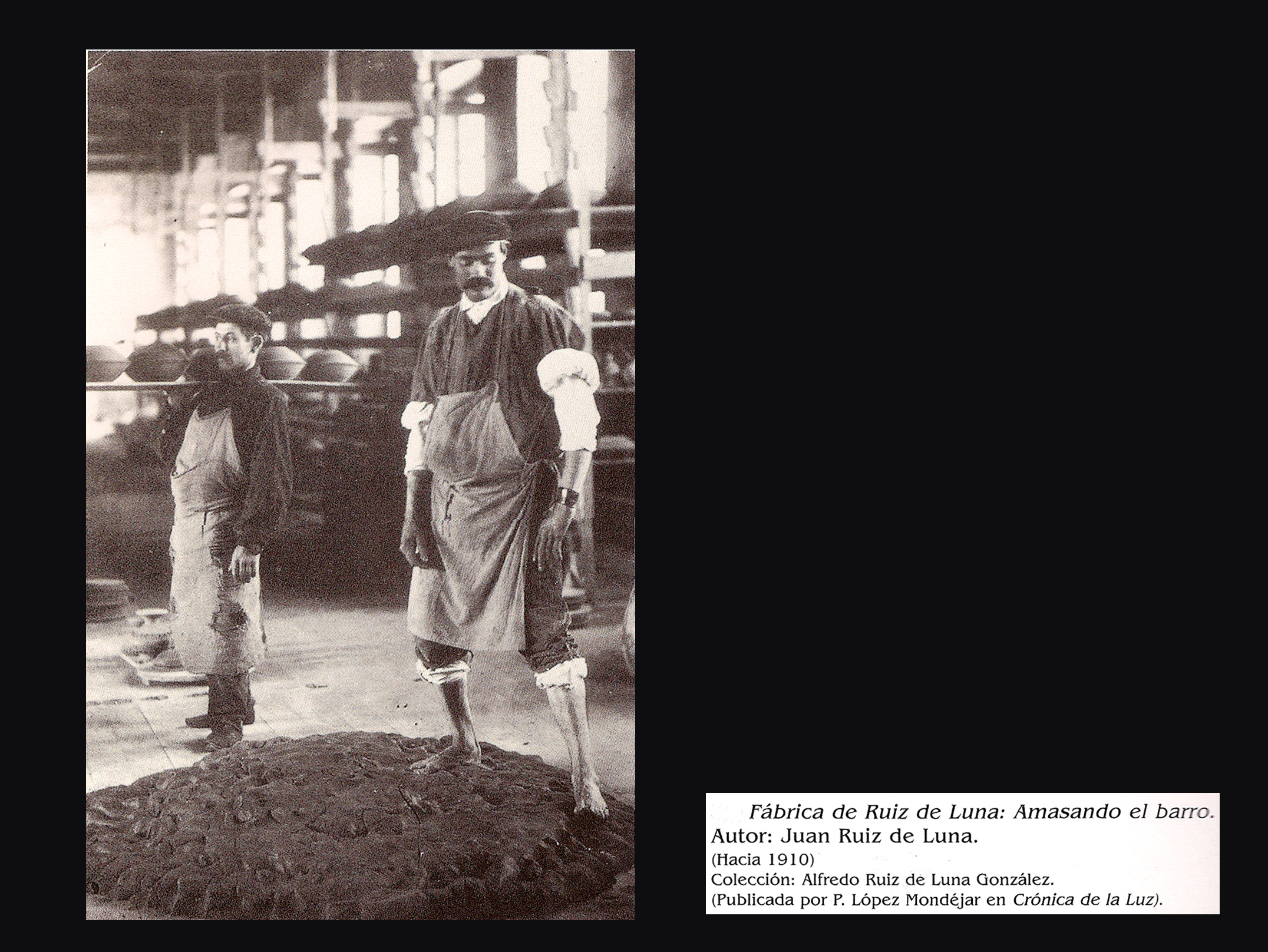
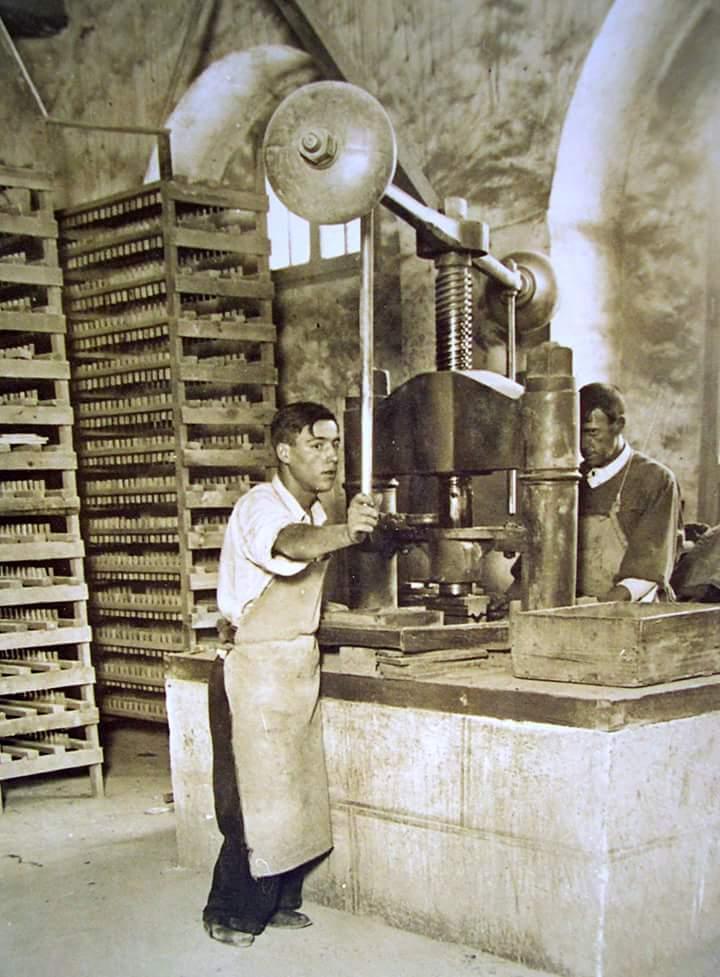
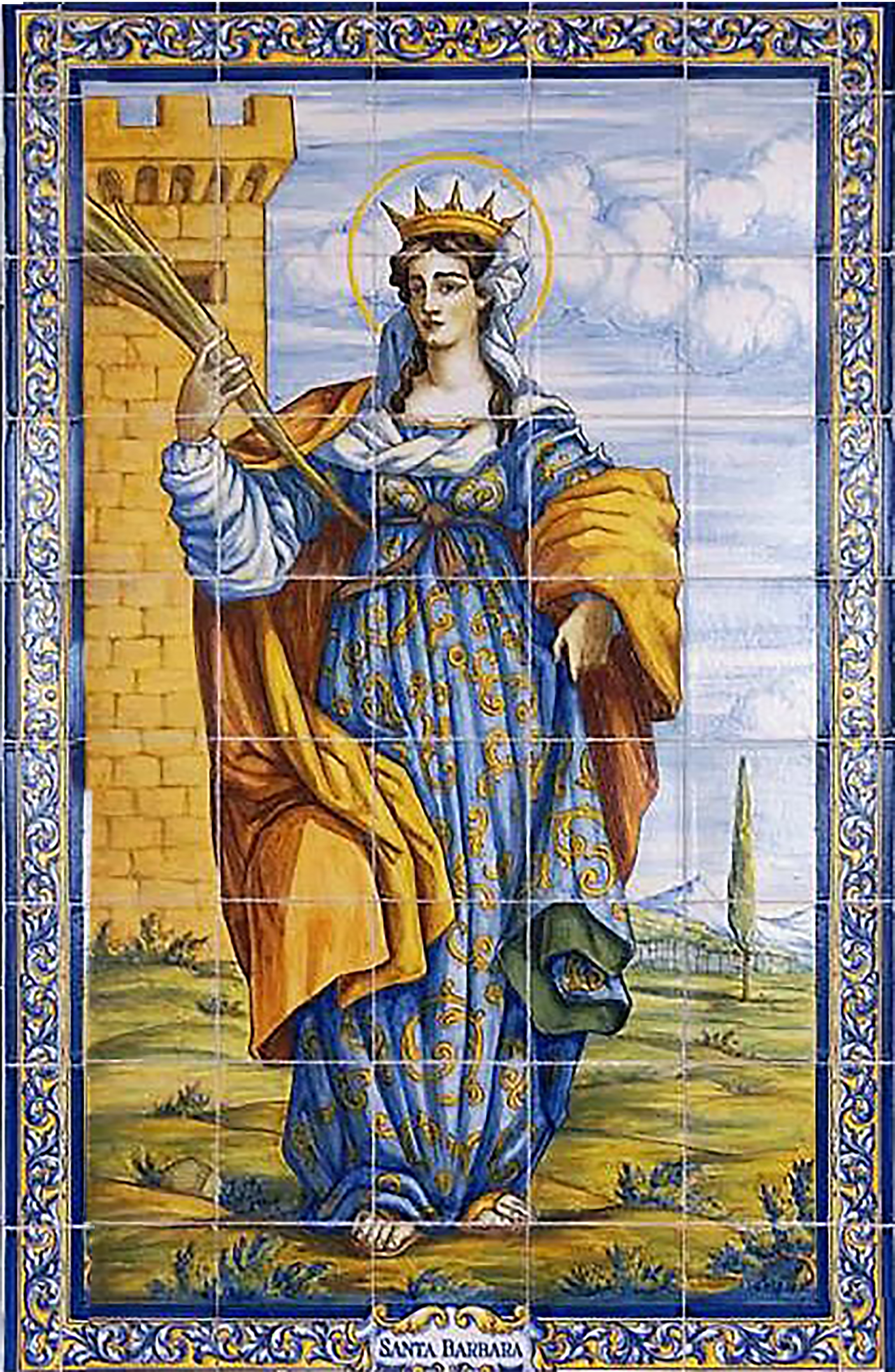
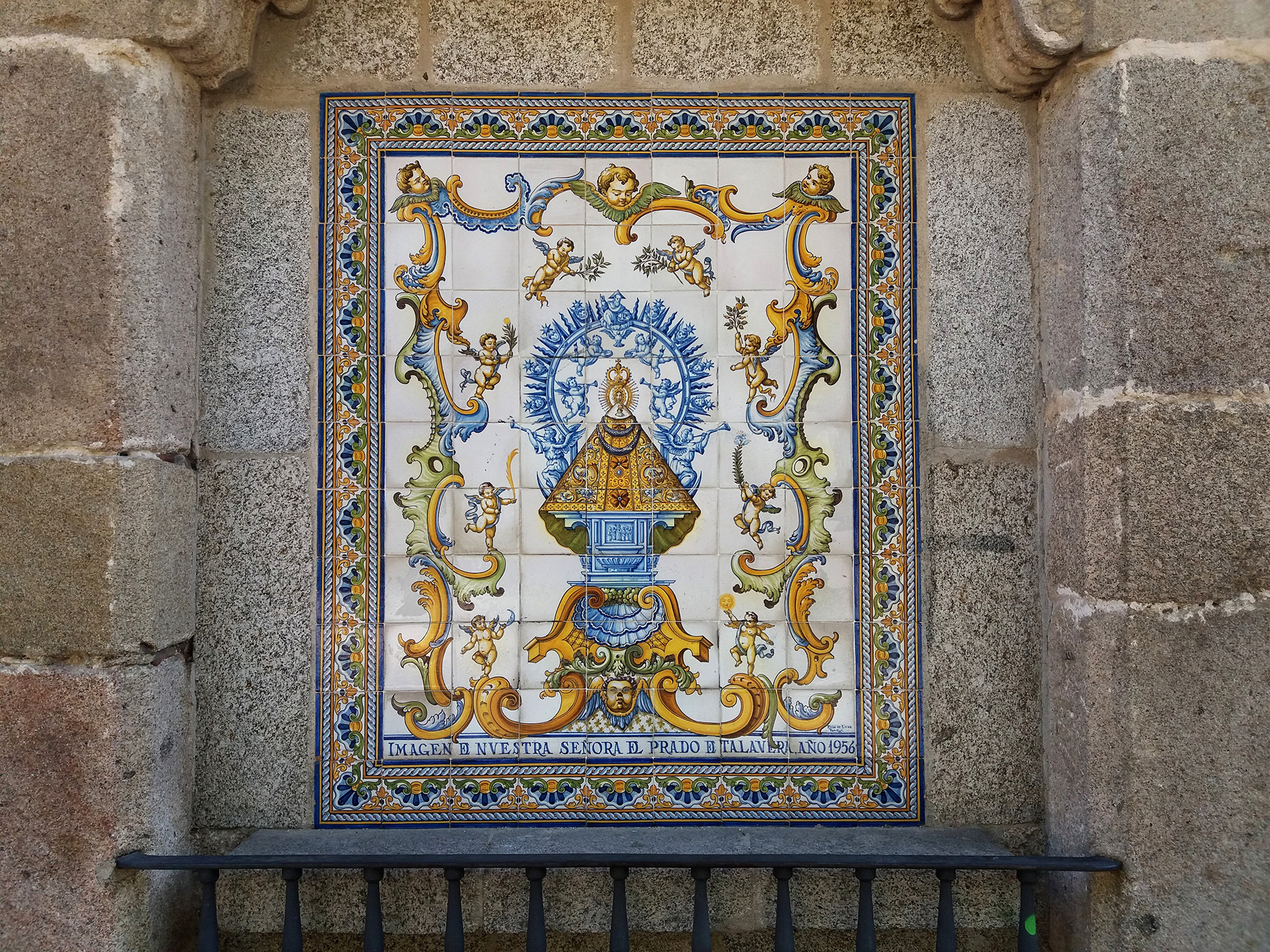